# Vicent Ombuena
Vicent Ombuena (València, 1960) és un tenor valencià.
Va estudiar al Conservatori Superior de Música de València. El 1988 guanya el Primer Premi, així com el guardó atorgat per Plácido Domingo al "millor tenor", en la XXVI Edició del Premi Internacional de Cant Francisco Viñas a Barcelona. Va debutar en un escenari d'òpera a Mainz, on va participar en Der fliegende Holländer, Carmen i Parsifal, entre altres títols. Ha cantat Nabucco, Simon Boccanegra, Rigoletto, Don Pasquale, La Traviata, Gianni Schicchi, La Bohème, Otello, Falstaff, Der Rosenkavalier, Lucia di Lammermoor i Turandot, entre d'altres. Ha actuat a Hèlsinki, Milà, París, Salzburg, Londres, Teatro Real de Madrid, Frankfurt, Tel-Aviv i València, entre d'altres. Últimament ha participat en una nova producció de La Bohème a Ginebra, Nabucco a la Staatsoper Hamburg i La Traviata a Estrasburg.
Va debutar al Liceu la temporada 2001-02 amb La Bohème. El 2002 va participar en València amb l'Orquestra Simfònica i Cor del Gran Teatre del Liceu en una versió de concert de Goyescas. La temporada 2002-03 va participar en Els Pirineus i la 2003-04 a Babel 46 i Macbeth. La temporada 2004-05 hi cantà Gaudí de Guinjoan.